# Lumigon T3
Lumigon T3 — имиджевый смартфон компании Lumigon с поддержкой 2 SIM-карт, созданный на основе 8-ядерного процессора MT6795, работающий под управлением операционной системы Android, оснащённый камерой ночного видения.

## Внешний вид и органы управления
Смартфон изготавливается в защищённом от влаги и пыли корпусе из керамики и нержавеющей стали чёрного, белого, и оранжевого цвета, а также с позолотой и бриллиантами, с пластмассовыми вставками по торцам. Под заказ создаются корпуса с выгравированными надписями и рисунками.
Большую часть передней панели занимает сенсорный дисплей, над ним находятся датчики освещённости и приближения, речевой динамик, фронтальная камера со вспышкой, многоцветный светодиодный индикатор, под ним — дополнительные датики освещённости и приближения, сенсорные кнопки и механическая кнопка, совмещённая со сканером отпечатков пальцев. В верхней части задней панели находятся объективы основной и инфракрасной камер, светодиодная вспышка и инфракрасная подсветка, под ними логотип производителя, совмещённый с сенсорной панелью. На верхней грани находятся музыкальный динамик, кнопка блокировки, аудиоразъём 3,5 мм, инфракрасный светодиод для управления бытовой техникой, на нижней — музыкальный динамик, разъём MicroUSB, микрофон, отверстие для ремешка, на левой — лоток для SIM-карт, на правой — кнопка-качелька регулировки громкости, многофункциональна клавиша и кнопка активации камеры. Разъём для карт памяти отсутствует.

## Аккумуляторная батарея и время работы
В официальной спецификации ёмкость аккумуляторной батареи не указана. По неофициальной информации она составляет 2400 мА⋅ч, по данным тестовых программ — 2285 мА⋅ч. Время автономной работы по результатам тестирования составило:
- в режиме чтения — 7 ч 30 мин;
- при воспроизведении видео — 5 ч;
- при запуске 3D-игр — 3 ч 30 мин.

## Программное обеспечение
Прошивка основана на Android 6.0. Изменения заключались в замене цветовой гаммы на монохромную и добавке нескольких предустановленных программ.

## Камеры
Смартфон оснащён тремя камерами, каждая со свой вспышкой. Фронтальная камера имеет разрешение 5 Мп без автофокусировки. Основная камера имеет разрешение 13 Мп, относительное отверстие f/2.0 и быстрый фазовый автофокус.
По заявлению производителя Lumigon T3 является первым смартфоном, оснащённым камерой ночного видения. Съемку в темноте обеспечивают инфракрасная камера с разрешением 4 Мп и относительным отверстием f/2.0 и светодиодная подсветка.

## Отзывы в прессе
Смартфон получил смешанные оценки.
Lumigon T3 был охарактеризован как совершенно обычное мобильное устройство со средними характеристиками в красивой дорогой оболочке, интересное тем, кто ищет чего-то новенького, свежего и необычного.
Дизайн был описан как оригинальный, но спорный.
Гладкая поверхность смартфона в сочетании с большой массой и неудачным расположением кнопки блокировки способствуют выскальзыванию из рук. Сенсорные клавиши находятся слишком близко к краю и не подсвечиваются. Утопленный экран делает неудобным ведение пальца возле его края.
Дисплей изготовлен по устаревшей технологии, изображение зернистое с PenTile-эффектом.
Качество снимков, сделанных основной и фронтальной камерами, — среднее или ниже среднего, инфракрасной камерой — низкое.
Производительность и время автономной работы были оценены как низкие на уровне бюджетных моделей.
Также среди достоинств назывались высокое качество сборки, возможность «горячей» замены SIM-карт, качественный звуковой тракт, среди недостатков — скромная комплектация, слабый вибровызов.